# Roero
Roero (Piëmontees: Roé) is een geografische regio in het noordoosten van de provincie Cuneo in Piëmont, in het noordwesten van Italië. Deze heuvelachtige regio staat bekend om zijn wijnen en fruitproductie: vooral de perziken van Canale en de lokale perenvariëteit, bekend als Madernassa, die aan het eind van de achttiende eeuw ontstond in Vezza d'Alba. Er worden ook aardbeien geteeld. De Roero is ingeschreven op de UNESCO-Werelderfgoedlijst als onderdeel van de inschrijving wijngaardlandschap van Piëmont: Langhe-Roero en Monferrato.
De naam komt van de bankiers- en handelaarsfamilie Roero, die een prominente rol speelde in het politieke leven van Asti en omgeving, en die dit gebied tijdens de middeleeuwen een aantal eeuwen domineerde.
De aangewezen productiezone voor de DOCG-wijnen Roero en Roero Arneis is een deelverzameling van dit gebied dat de gemeenten Castellinaldo, Canale, Corneliano d'Alba, Piobesi d'Alba en Vezza d'Alba omvat, plus delen van Baldissero d'Alba, Castagnito, Guarene, Govone, Magliano Alfieri, Montà, Monteu Roero, Pocapaglia, Priocca, Santa Vittoria d'Alba, Santo Stefano Roero en Sommariva Perno.

## Omvang
Het gebied ligt ten noorden van Alba. De rivier Tanaro markeert de zuidelijke grens en scheidt het van de Langhe. In het noordoosten volgt de informele grens met Monferrato ongeveer de grens tussen de provincies Cuneo en Asti, hoewel Cisterna d'Asti tot Roero gerekend kan worden. In het noordwesten wordt het begrensd door de provincie Turijn. In het westen wordt de grens gevormd door de rijksweg SS 661 die door de gemeenten Bra, Sanfrè en Sommariva del Bosco loopt. De gemeenten die geheel of gedeeltelijk binnen Roero vallen zijn dus:
- Alba
- Baldissero d'Alba
- Bra
- Canale
- Castagnito
- Castellinaldo
- Ceresole Alba
- Cisterna d'Asti
- Corneliano d'Alba
- Govone
- Guarene
- Magliano Alfieri
- Montà
- Montaldo Roero
- Monteu Roero
- Monticello d'Alba
- Pocapaglia
- Priocca
- Sanfrè
- Santa Vittoria d'Alba
- Santo Stefano Roero
- Sommariva del Bosco
- Sommariva Perno
- Vezza d'Alba

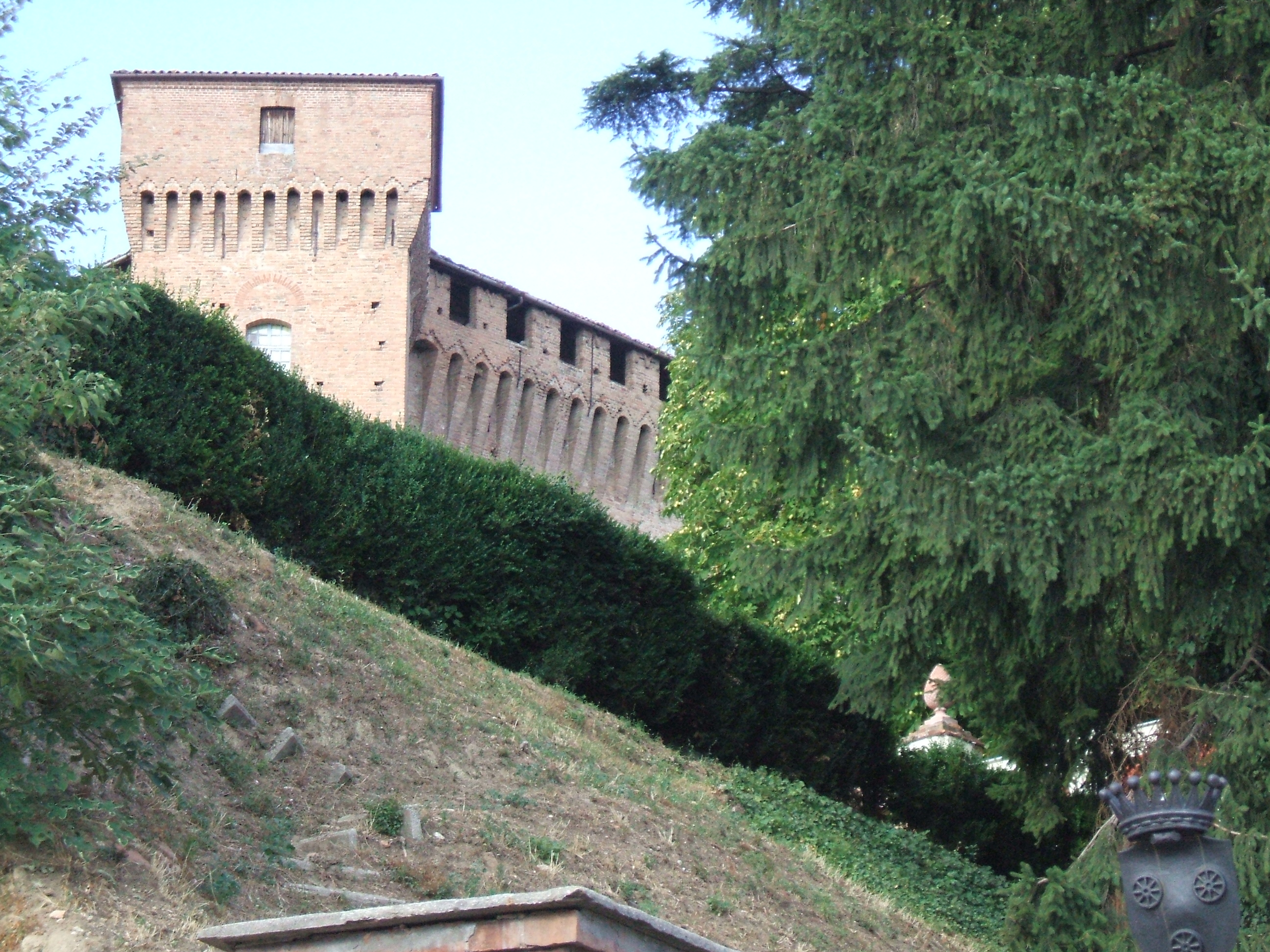
Kasteel van de Roero-familie in Monticello d'Alba
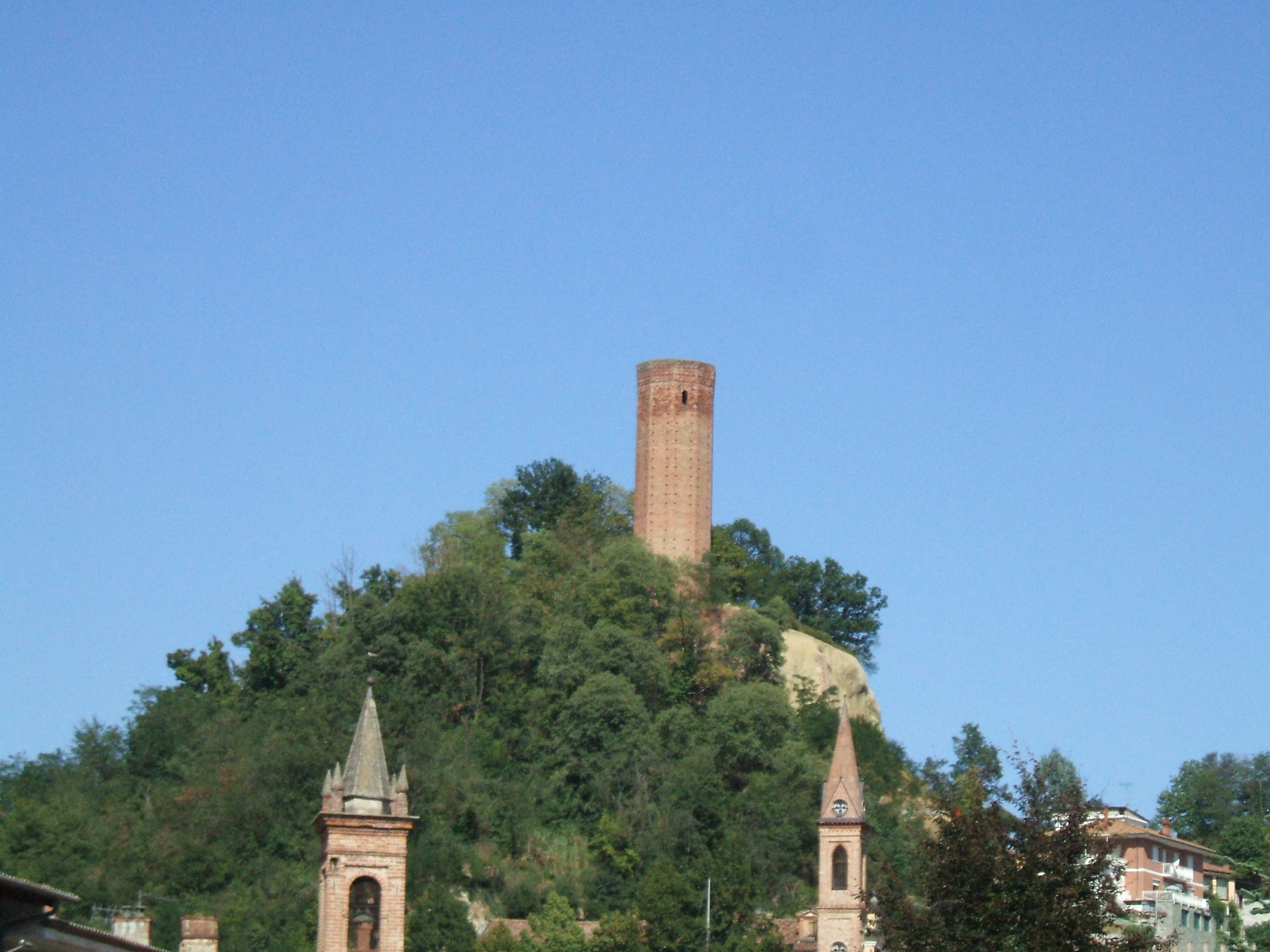
Corneliano d'Alba

## Wijnbouw
Roero is een erkend wijnbouwgebied in de provincie Cuneo in de regio Piëmont; samen met zijn buren Langhe en Monferrato vormt het het wijndistrict Distretto Langhe, Roero e Monferrato.
Roero-wijnen zijn onder andere de rode Roero, maar ook de witte Roero Arneis en mousserende witte Roero Arneis Spumante. De naam 'Roero' zonder verdere specificatie is voorbehouden aan rode wijnen die gemaakt zijn van minimum 95% Nebbiolo-druiven met toevoeging van 2%-5% niet-aromatische rode variëteiten. Roero moet twintig maanden rijpen in kelders, waarvan zes maanden in houten vaten, terwijl Roero riserva (reserve) in totaal minstens 32 maanden moet rijpen, met hetzelfde minimum van zes maanden in hout. Nebbiolo is 194,90 hectare groot in Roero.
Ondertussen worden Roero Arneis en Roero Arneis Spumante gemaakt van 95% Arneisdruiven met de rest van niet-aromatische witte variëteiten uit de regio Piëmont. Het Arneis druivenras heeft 832,89 hectare wijngaarden in Roero.
Roero werd een DOC-regio in 1985 en een DOCG-regio in 2005.
Andere wijnen die geproduceerd worden zijn Barbera d'Alba, Birbèt, Bonarda, Favorita, Moscato d'Asti en Nebbiolo d'Alba.
Op 22 juni 2014 werd de Roero ingeschreven op de UNESCO-Werelderfgoedlijst als onderdeel van de inschrijving wijngaardlandschap van Piëmont: Langhe-Roero en Monferrato.